# Језеро у Брну
Језеро у Брну (чеш. Brněnská přehrada; хантец Prygl) је вештачко језеро направљено на реци Свратци у близини Брна.

## Постанак језера и основне карактеристике
Језеро је настало прављењем акумулационе бране на 56. километру реке Свратке, уследило је потапање оближње долине и села Книнички. У прошлости је језеро служило као резервоар воде за пиће оближњем Брну а данас се користи у рекретативне сврхе и као извор електричне енергије. Реализација пројекта прављења овог вештачког језера уследила је у периоду од 1936.-1940. године. Дужина језера је око 10 километара, површина 259 хектара. Језеро се налази на надморској висини од 233,72m док је највећа дубина 23,5m. За време Другог светског рата брана на језеру била је минирана.

## Туризам
Ово језеро представља омиљено излетиште локалног становништва. У близини се налази замак Вевержи. Цело језеро је окружено бициклистичким стазама и великим бројем спортских терена. Купање у језеру је дозвољено. Током летњих месеци на језеру је успостаљена редовна бродска линија.
Једна од значајнијих манифестација које се одржавају на овом месту је Игнис Бруненсис.